# Хмелёв (Черновицкая область)
Хмелёв — древний русский город времён Галицкого и Галицко-Волынского княжеств. По мнению Б. А. Тимощука, остатками Хмелёва является городище близ села Карапчов Вижницкого района Черновицкой области. Другие исследователи связывают Хмелёв с Перебыковским (Зеленолипским) городищем на Днестре или с древними фортификациями у села Орошаны.
Основной функцией Хмелёва была охрана торгового пути между Коломыей и городом Родна в румынских землях. В XIII—XV веках он являлся центром Хмелёвской волости в составе Шипинской земли, которой руководил староста («державец») .
В исторических документах (грамотах польских королей и молдавских воевод) Хмелёвская крепость упоминается рядом с Цецинской и Хотинской крепостями. Первый дошедший до нас документ XIV века, в котором упоминаются крепости Цецин и Хмелёв — это грамота молдавского воеводы Штефана.
После Петра Мушата в 1392 году на молдавский престол взошёл брат Петра Роман, а после того, как он потерял престол, к власти пришёл Стефан I Мушат, но в конце 1394 года венгерский король Сигизмунд напал на Молдавию и заставил Штефана принести присягу верности, а также платить Венгрии дань. После этого события молдавские бояре обратились к Ягайло с грамотой, в которой уверили его, что Штефан готов в каждую минуту принести присягу верности польскому королю вроде своих предыдущих, и что о Коломые, Снятине, Покутье он ни словом не вспоминает, а что касается Цецина и Хмелёва, то этот вопрос должен решить король на своё усмотрение при личной встрече.
23 сентября 1436 года сын Александра Доброго Илиаш пишет молодому королю Владиславу грамоту, в которой заявляет, что возвращает Шипинскую землю, которую Молдавия получила от Польши, вместе с крепостями в Цецине, Хотине и Хмелёве со всеми имениями.